# Isaac Brock
Generál sir Isaac Brock, rytíř lázeňského řádu (6. října 1769 – 13. října 1812) byl britský vojevůdce a kanadský národní hrdina, známý zejména pro brilantní vedení operací britsko-kanadsko-indiánských sil za bojů v oblasti Velkých jezer za britsko-americké války. V její první fázi dobyl Detroit a vyhnal americké síly z většiny Michiganu. V říjnu roku 1812 pak porazil téměř 5x silnější americkou invazní armádu v bitvě na Queenston Heights, v níž padl. Jeho smrt byla ranou, z níž se britská vojska působící v oblasti Velkých jezer jen těžko vzpamatovávala.